# Meego – Ein Alien als Kindermädchen
Meego – Ein Alien als Kindermädchen ist der Titel einer kurzlebigen, nur 13 Episoden starken Sitcom, die 1997 in den USA produziert wurde.

## Inhalt
Meego, ein Außerirdischer mit 9000 Lebensjahren, landet mit seinem Raumschiff auf der Erde, und lernt die Geschwister Trip, Alex und Maggie Parker kennen. Diese wollen ihren neu gewonnenen Freund nicht so schnell gehen lassen, und überreden ihren viel beschäftigten Vater, den Arzt Edward Parker, Meego als Kindermädchen zu beschäftigen. Eine Zeit voller turbulenter und skurriler Momente beginnt.

## Hintergrundinformationen
- Die Serie entstand, um an den Erfolg von Hinterm Mond gleich links mit einer ähnlichen Story anzuknüpfen, doch die Erwartungen der Produzenten erfüllten sich nicht. Nur wenige US-Amerikaner konnten der Serie etwas abgewinnen, so dass sie nach nur 13 Episoden abgesetzt wurde.
- Erik von Detten war lediglich im Pilotfilm zu sehen und wurde dann durch Will Estes ersetzt.
- In der zweiten Folge (Geld oder Liebe) tritt Jaleel White als Steve Urkel aus der Serie Alle unter einem Dach auf.

## Auszeichnungen
Neben einer YoungStar-Award-Nominierung für Jonathan Lipnicki konnte Michelle Trachtenberg einen Young Artist Award gewinnen.